# Sirimongkol Singwangcha
Sirimongkol Singwangcha est un boxeur thaïlandais né le 2 mars 1977 à Pathum Thani.

## Carrière
Passé professionnel en 1994, il devient champion du monde des poids coqs WBC par intérim le 10 août 1996 puis à part entière après le retrait de Wayne McCullough et sa victoire contre Jesus Sarabia le 15 février 1997. Singwangcha conserve son titre aux dépens de Javier Campanario et Victor Rabanales puis perd contre le Japonais Joichiro Tatsuyoshi le 22 novembre 1997. Il change alors de catégorie et s'empare du titre vacant WBC des super-plumes le 24 août 2002 en battant par KO au second round Kengo Nagashima, titre qu'il cède le 15 août 2003 contre Jesús Chávez.
En 2008, Singwancha joue un petit rôle de boxeur thaï dans le film Chocolate de Prachya Pinkaew.